# Desátník
Desátník je v Armádě České republiky nejnižší poddůstojnická hodnost. Hodnostním odznakem na náramenících jsou dva knoflíčky („pecky“). V hodnostním kódování NATO odpovídá hodnosti OR-2. V Česku i jinde v Evropě tato hodnost nahradila kaprála. V době husitské velitel 10 bojových vozů v husitském vojsku, který měl na starosti dodržování pochodového pořádku za pochodu a správné postavení a doražení vozů v případě bitvy. Hodnost desátníka získal také íránský medvěd Wojtek, maskot polského 2. armádního sboru za druhé světové války v Itálii.